# Colors en sèrie
Colors en sèrie és una sèrie de deu capítols dedicada als colors creada per Televisió de Catalunya l'any 2007, dirigida i realitzada per Mai Balaguer i Òscar Lorca. L'octubre del mateix any es van editar en format DVD i es va fer una exposició al Caixafòrum de Barcelona, «un bon exemple de programa de divulgació educativa».
El 4 de gener de l'any 2008 es va estrenar un capítol especial, Colors d'Europa.

## Capítols[calcitació]
- Blanc, del cel a la terra.
- Groc, el camí de la contradicció.
- Taronja, moviment continu.
- Vermell, dona'm la vida.
- Rosa, enganxós o diví.
- Verd, de la vida a la mort.
- Blau, confia en mi.
- Marró, la vida secreta de la bellesa.
- Negre, el túnel al final de la llum.
- Plata, el reflex multicolor.

## Equip
Coordinació del guió per Mònica Artigas. Guió per Mònica Artigas, Raül Tidor, Ramón Piqué, Dimas Rodríguez i Chema Argente. Producció per Natàlia Cucurella, Carles Rubio, Laura Cuadrado i Hanneke Van Spaandok. Muntatge per Oriol Borbonet. Operador de càmera a càrrec d'Òscar Lorca. Auxiliar de realització a càrrec d'Eva Ferré i Matilda Vidal de Llobatera. Postproducció d'àudio per Joan Esquirol. Veus en off de Sergi Zamora (verd), Albert Mieza (groc), Cristina Mauri (blau), Isabel Valls (blanc), Txe Arana (vermell), Jordi Royo (marró) i Miquel Roldán (taronja). Muntatge musical per Aleix Sans. Disseny gràfic per Sira Viñolas. Documentació a càrrec de Cristina Borràs. Fotografies a càrrec de Francesc Fàbregas. Vestuari a càrrec de Roser Rebull. Carla d'Arnaude com a estudiant en pràctiques. Producció executiva a càrrec d'Oriol Sala-Patau. Direcció executiva a càrrec de Francesc Fàbregas. Col·laboracions de Xavi Figueras, Eva Armisén, Juanjo Saéz, Jotha, Arkham Studio i Ada Parellada.